# SEG 400 und 401
Die normalspurigen Tenderlokomotiven SEG 400 und 401 waren Dampflokomotiven für den gemischten Betrieb und wurden von Henschel 1938 und 1941 für die Süddeutsche Eisenbahn-Gesellschaft (SEG) gebaut. Die Lokomotiven entstanden, weil der Kunde eine bessere Konstruktion als Lokomotiven von ELNA wünschte.
Eingesetzt wurden beide Maschinen auf der Bahnstrecke Ilmenau–Großbreitenbach und der Bregtalbahn. Die SEG 400 wurde 1950 von der Deutschen Reichsbahn übernommen und als 91 6580 bezeichnet. Sie ist erhalten geblieben. Die SEG 401 wurde verschrottet.

## Geschichte

### Vorkriegsgeschichte
Da die ELNA-Lokomotiven Mitte der 1930er Jahre nicht mehr den Anforderungen einer modernen Lokomotive entsprachen, bestellte die Süddeutsche Eisenbahn-Gesellschaft bei Henschel eine dreifach gekuppelte Lokomotive in der Größenordnung der ELNA 5, die den Anforderungen des Personen- bzw. des Güterzugdienstes entsprechen sollte. Die Maschine war als Einzelstück geplant und sollte auf der Strecke Ilmenau–Großbreitenbach eingesetzt werden.
Die Lokomotive entstand aus einer Mischung von bereits vorhandenen und erprobten Baugruppen. 1938 lieferte Henschel die Lokomotive mit der Fabriknummer 23877 aus. Vor der Übergabe an den Kunden wurden mit der Lokomotive mit der Betriebsnummer SEG 400 mehrere Probefahrten auf Strecken in Hessen und Baden durchgeführt. 1941 wurde für die Bregtalbahn eine zweite Lokomotive bestellt, die 1941 mit der Fabriknummer 25236 und der Bezeichnung SEG 401 ausgeliefert wurde.

### Deutsche Reichsbahn 91 6580
Die SEG 400 wurde 1949 von der Deutschen Reichsbahn als 91 6580 übernommen. Bis 1955 war die Lokomotive auf ihrer Stammstrecke eingesetzt. Danach wurde sie nach Gotha für den Dienst auf der Bahnstrecke Ebeleben–Mühlhausen umbeheimatet. 1969 verkaufte die Deutsche Reichsbahn die Lok an die Erfurter Industriebahn, wo sie die Nummer 4 erhielt. Die Lok führte dort vorwiegend Rangierarbeiten zu den Erfurter Großbetrieben aus und wurde fallweise für Sonderfahrten verwendet. Bei der Industriebahn war sie 1977 eingesetzt. Die Deutsche Reichsbahn wollte sie als Denkmal aufstellen und kaufte die Lok zurück. Nach der politischen Wende wurde die Lok wieder betriebsfähig aufgearbeitet und ist seither in Arnstadt stationiert.

### MEG 53
Die Lokomotive SEG 401 der Bregtalbahn, die ab 1953 durch die Mittelbadischen Eisenbahnen (MEG) betrieben wurde, führte anfangs Übergabezüge und Rangierfahrten durch. Im Personenverkehr wurde sie von Fahrzeugen wie dem MAN-Schienenbus abgelöst. Danach leistete sie Reservedienste und wurde bis 1972 für Sonderverkehre, Ersatzverkehre und Schneeräumdienste verwendet. 1973 wurde die Lokomotive ausgemustert.

## Konstruktion
Das Laufwerk war dem der ELNA 5 nachempfunden, der Achsstand war jedoch vergrößert ausgeführt. Die asymmetrische Anordnung der Kuppelradsätze war für eine günstige Gewichtsverteilung notwendig und durch die Verwendung des schwereren Kessels der DR-Baureihe 81 bedingt. Die Kuppel- und Treibräder stammten aus dem Programm von ELNA. Die Laufachse war als Bisselachse ausgeführt. Die Dampfzylinder waren mit denen der ELNA 3 und ELNA 6 identisch. Der Kreuzkopf wurde einschienig ausgeführt, die Steuerung war eine Heusinger-Steuerung mit Kuhnscher Schleife und mit der der Einheitsloks der Reihen 64 und 86 identisch.
Der Kessel war identisch mit dem der Baureihe 81, die Aufbauten waren jedoch anders ausgeführt. Vorn auf dem Langkessel saß der Speisedom mit Speiseventilen der Einheitsausführung, dahinter war unter einer gemeinsamen Verkleidung der Dampf- und der Sanddom angeordnet. Die Kesselsicherheitsventile entsprachen der Bauart Ackermann. Zur Kesselspeisung wurden eine Kolbenspeisepumpe Bauart Knorr-Tolkien mit Oberflächenvorwärmer Bauart Knorr sowie eine Strahlpumpe verwendet. Die Rauchkammer entsprach denen der Einheitslokomotiven.
Wasserkästen und Kohlekasten waren geschweißt. Als Bremse war eine indirekte Bremse von Knorr und eine Wurfhebelbremse vorhanden. Der Sandstreuer arbeitete mit Druckluft und besaß je Triebwerksseite sechs Fallrohre. Dadurch konnten alle Räder der Lok gesandet werden. Bereits bei Auslieferung besaßen die Lokomotiven elektrische Beleuchtung. Zudem waren ein Druckluftläutewerk und eine Dampfpfeife vorhanden. Die Achslast der etwas hecklastigen Lokomotive betrug bei der Laufachse 11,9 t, die der letzten Kuppelachse 16,1 t.